# Amblypsilopus lenakel
Amblypsilopus lenakel är en tvåvingeart som beskrevs av Daniel J. Bickel 2006. Amblypsilopus lenakel ingår i släktet Amblypsilopus och familjen styltflugor.
Artens utbredningsområde är Vanuatu. Inga underarter finns listade i Catalogue of Life.